# Aloe descoingsii
Aloe descoingsii är en grästrädsväxtart som beskrevs av Gilbert Westacott Reynolds. Aloe descoingsii ingår i släktet Aloe och familjen grästrädsväxter. Arten växer på södra Madagaskar.

## Underarter
Arten delas in i följande underarter:
- A. d. augustina
- A. d. descoingsii

## Bildgalleri

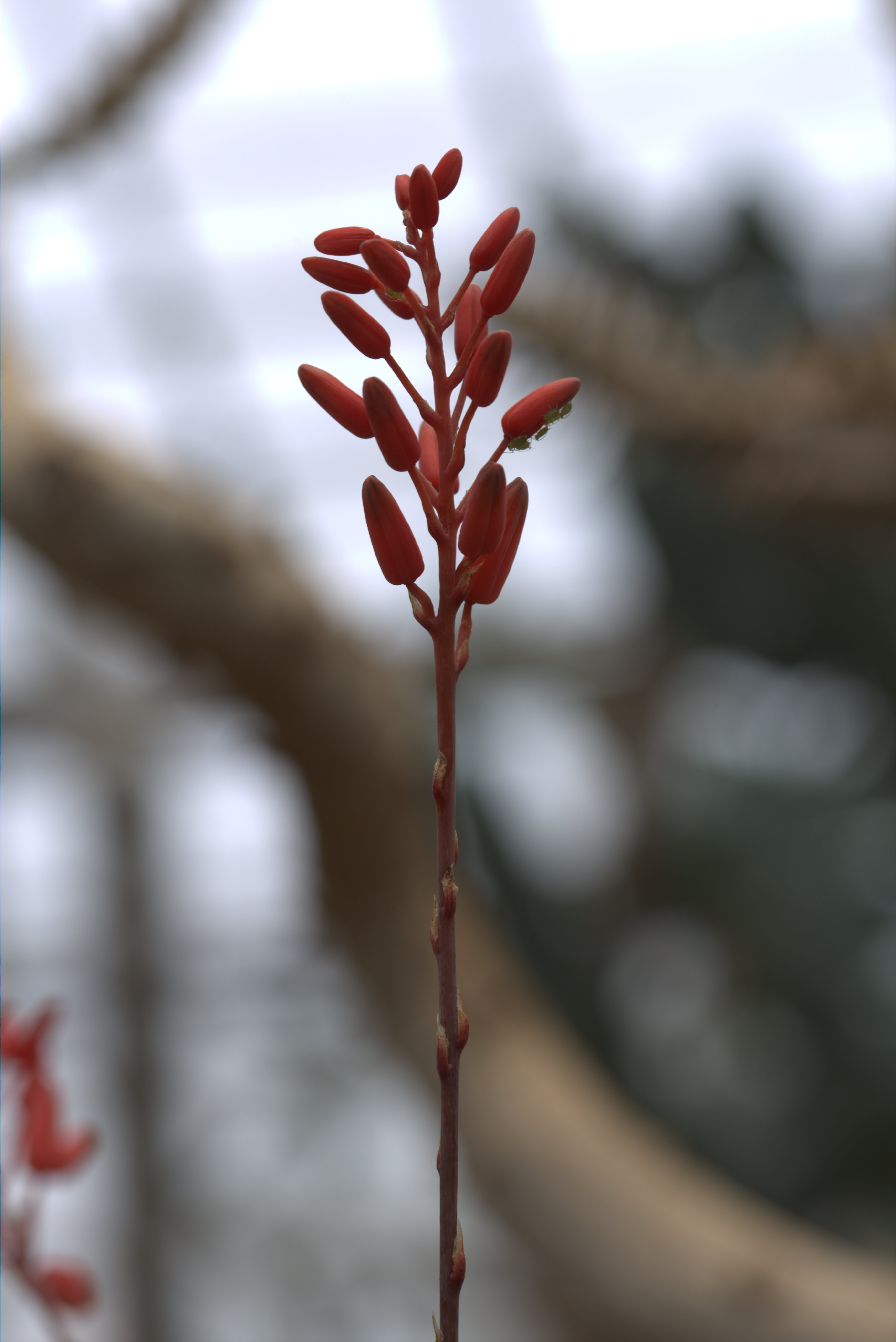
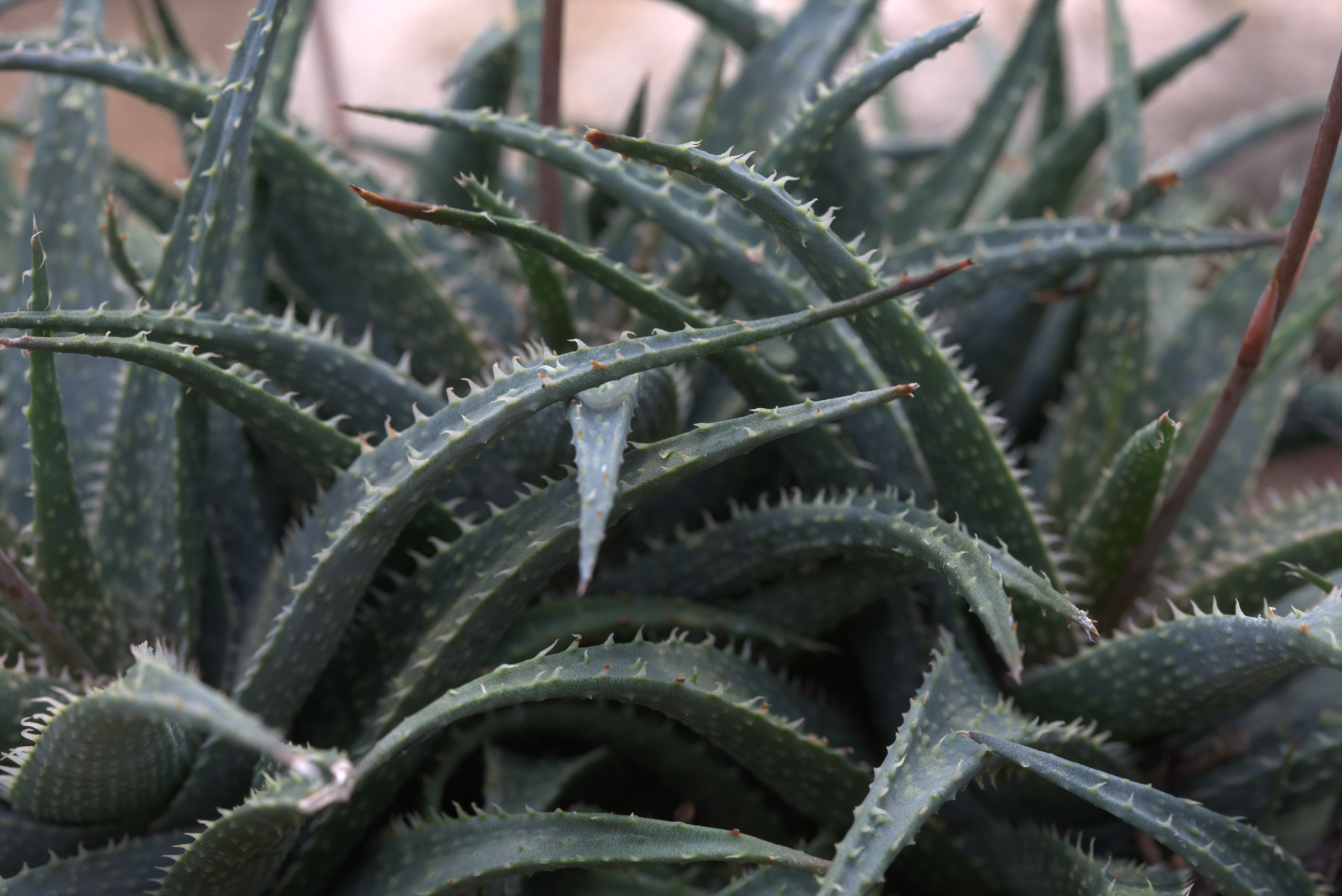
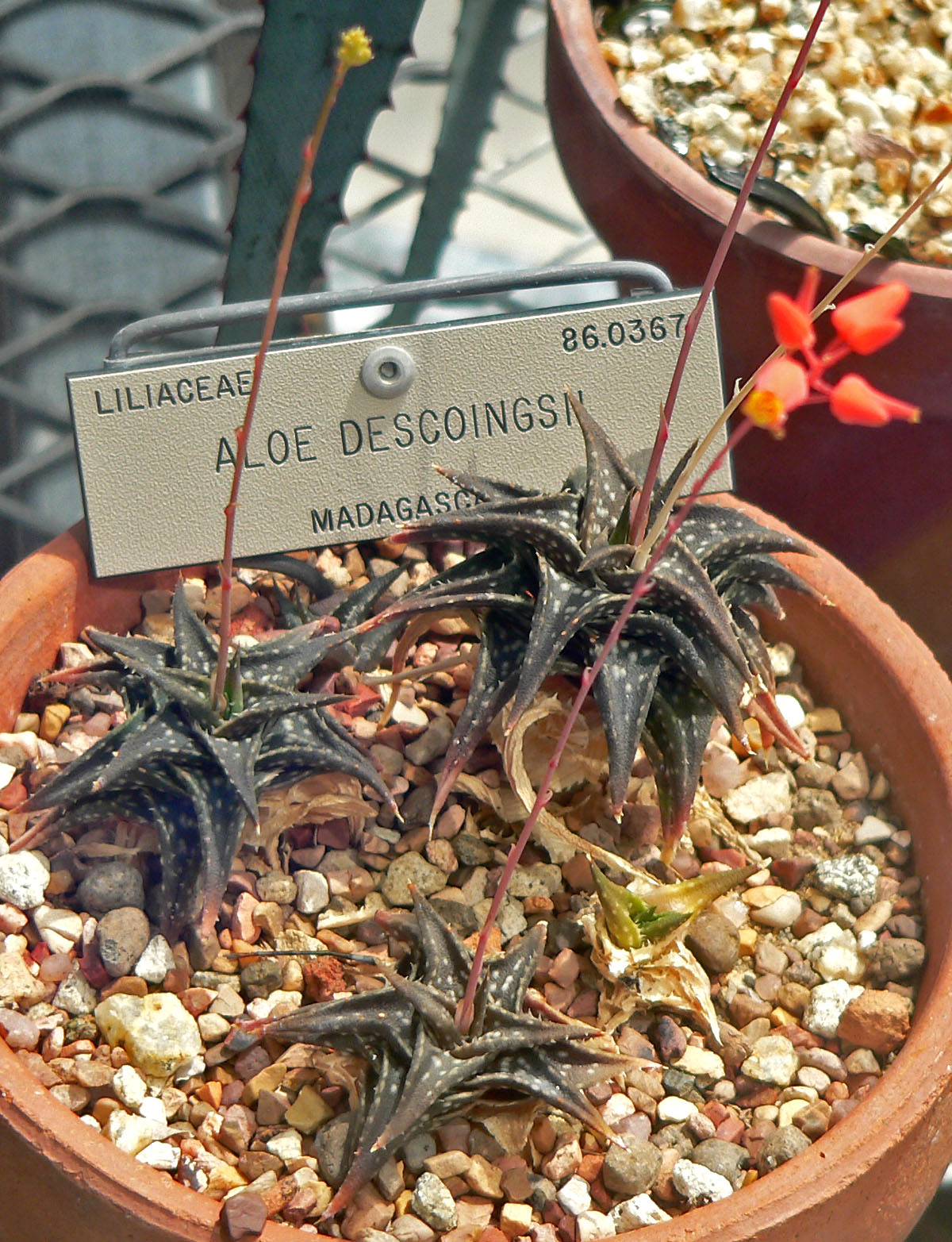
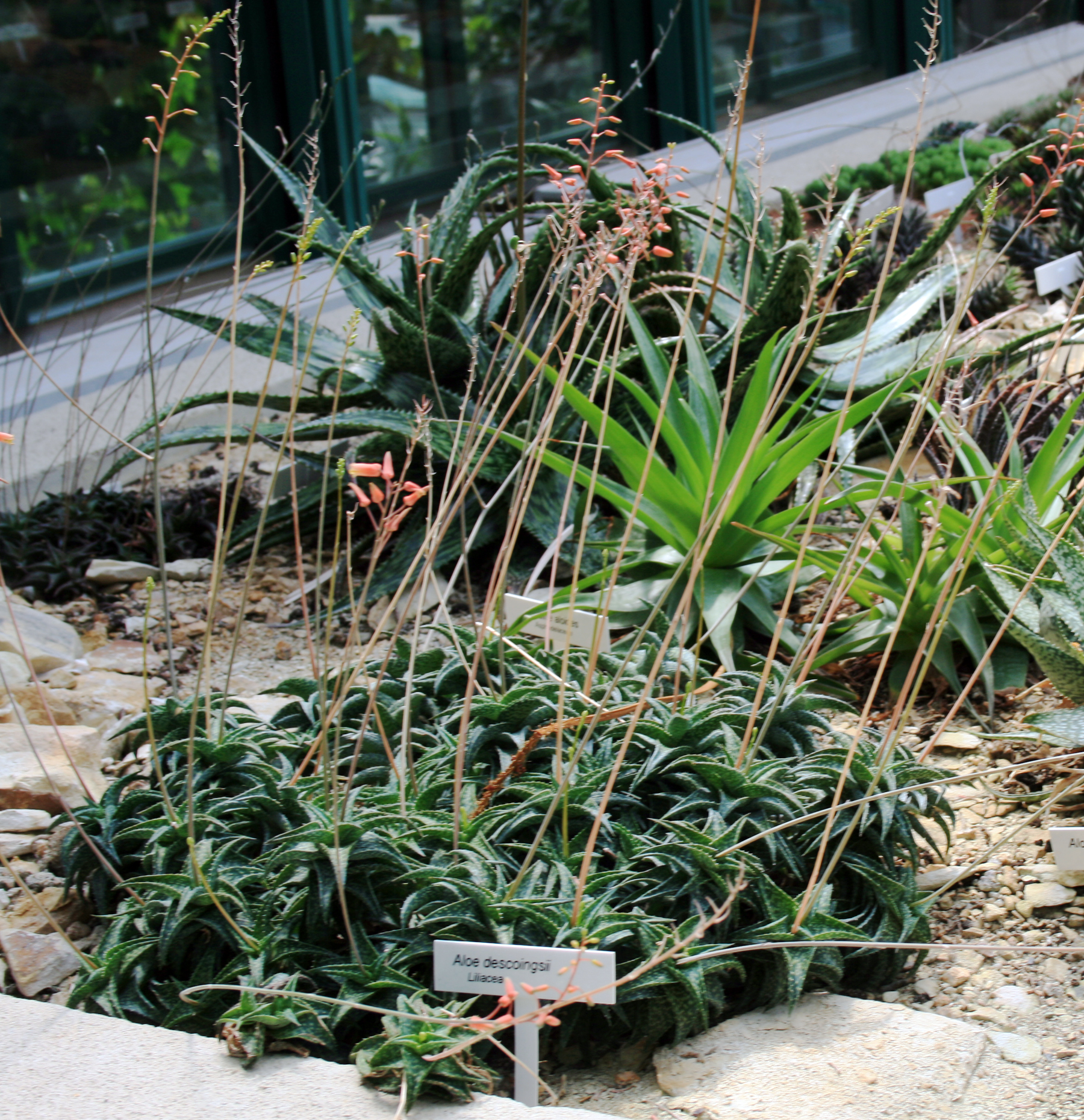